# Saint-Pierre-des-Corps
Saint-Pierre-des-Corps är en kommun i departementet Indre-et-Loire i regionen Centre-Val de Loire i de centrala delarna av Frankrike. Kommunen ligger i kantonen Saint-Pierre-des-Corps som tillhör arrondissementet Tours. År 2022 hade Saint-Pierre-des-Corps 15 698 invånare.

## Befolkningsutveckling
Antalet invånare i kommunen Saint-Pierre-des-Corps
Referens:INSEE